# 平井康嗣
平井 康嗣（ひらい やすし、1969年 - ）は、日本のジャーナリスト、編集者。日刊ゲンダイ編集部員。元週刊金曜日編集長。

## 来歴
千葉県市川市出身。週刊金曜日の編集記者を経て、2010年から2016年まで同誌の編集長を務めた。2019年から日刊ゲンダイの編集部員を務める。

## 著書
- 『西武を潰した総会屋 芳賀龍臥 狙われた堤義明』WAVE出版、2005年3月30日。ISBN 978-4872902211。

## 出演
- デモクラシータイムス（YouTube）